# Principe del sangue

Corona di un Prince du Sang francese.

Con il termine principe del sangue si indica qualsiasi discendente legittimo nella linea agnatizia di un monarca, con ciò includendo anche i rami collaterali. Nel contesto storico della monarchia francese, in particolare a partire dal XVI secolo, il titolo di prince du sang (il cui primo utilizzo risale al 1441) acquisì notevole importanza nel processo di accentramento assolutistico. Ai principi del sangue infatti vennero riconosciuti diversi privilegi che crearono un corpo aristocratico strettamente legato alla monarchia e preminente anche rispetto ai pari di Francia.

## Storia
Storicamente, il termine è stato utilizzato per fare riferimento ai discendenti in linea maschile da un sovrano; poiché la primogenitura assoluta è diventata più comune nelle monarchie, in quelle con diritti di successione in discesa femminile è oggi più probabile riscontrarlo (ad esempio, la famiglia reale belga).
Nella Repubblica di Venezia, tutti i membri del Maggior Consiglio avevano il medesimo diritto a diventare doge, e pertanto pretendevano di essere trattati come principi del sangue.
Durante il Regno d'Italia, era contemplata appositamente la figura del principe del sangue nell'ordine di precedenze a Corte. L’art. 21 del Trattato fra la Santa Sede e l’Italia, vi si agganciava quando, al comma 1, prevedeva che:“Tutti i Cardinali godono, in Italia, degli onori dovuti ai Principi del sangue”.
In alcuni regni europei, in particolare la Francia, questa denominazione era un rango specifico e proprio, di un uso più limitato rispetto ad altri titoli.

## Utilizzo francese
In Francia, il rango di prince du sang era il più alto detenuto a corte dopo la più stretta famiglia del re durante l'Ancien Régime e la restaurazione borbonica. Il rango du prince du sang o princesse du sang fu ristretto agli agnati legittimi della dinastia Capetingia che non erano membri dell'immediata famiglia del re. Dal XIV secolo, i princes du sang maschi detenevano il privilegio di sedere nel Conseil du Roi e al Parlement de Paris, di avere il diritto di precedenza sopra tutti i pari e tra di loro in base alle rispettive posizioni nell'ordine di successione.
Durante l'ultimo secolo del regno del Casato di Valois, quando i conflitti religiosi generarono rivali per il trono, i prince du sang divenne limitato in uso per indicare dinasti che erano i membri lontani della famiglia reale (cioè, quelli che non erano né figli né nipoti in linea maschile di un re francese, come tale, intitolati allo specifico del proprio rango più elevato di enfants e petits-enfants de France).
In teoria, i principi del sangue includevano tutti i membri della dinastia Capetingia. In pratica, soltanto i discendenti agnatici di San Luigi IX, quali i Valois ed i Borbone, furono riconosciuti come princes du sang. I re di Francia, per esempio, rifiutarono di riconoscere i Courtenay Capetingi come principi del sangue. I Courtenay discendevano in linea maschile legittima da Re Luigi VI, ma erano diventati poveri e nobili minori nel corso dei secoli. Le loro ripetute petizioni per il riconoscimento ai sovrani borbonici furono vani. Quando il trattato di Montmartre fu stipulato nel 1662, dichiarando il Casato di Lorena erede al trono francese in caso di estinzione dei Borbone, i Courtenay protestarono, chiedendo la sostituzione della frase "la casa reale derivata in linea maschile legittima dai re di Francia" inutilmente. Nel 1715 Louis-Charles di Courtenay, suo figlio Charles-Roger e suo fratello Roger furono respinti dal nuovo re, Luigi XV. Roger, abbé di Courtenay, fu l'ultimo maschio della famiglia, morendo il 5 maggio 1733, e sua sorella Hélène di Courtenay, marquise de Bauffremont (1689-20 giugno 1768), non ottenne alcun risarcimento quando ella fece appello al re, nel 1737, dopo che il parlamento parigino dispose che il termine "princesse du sang royal de France" fosse cancellato dai documenti del tribunale.
Persino ad un ramo cadetto della linea Borbone, i Borbone-Carencys, che erano più lontanamente imparentati ai Duchi di Borbone, furono negati il rango principesco ed esclusi dal Conseil du Roi fino alla loro estinzione nel 1530. Discendevano da Jean, seigneur de Carency (1378-1457), il più giovane dei figli maschi di Jean I de Bourbon, Conte di La Marche.
Fin dal 1733, tutti i Capetingi legittimi discendono da Roberto, Conte di Clermont, uno dei figli più giovani di San Luigi e fondatore del casato di Borbone.
In un editto del 1714, Luigi XIV dichiarò i suoi figli legittimati, il Duca di Maine ed il Conte di Tolosa, princes du sang e accordò loro il diritto di successione al trono francese dopo tutti gli altri princes du sang. Poiché il Parlement de Paris rifiutò di registrare il decreto, il re esercitò il suo diritto di costringere la registrazione mediante un lit de justice. L'editto fu revocato ed annullato il 18 agosto 1715 dal Parlement sotto l'autorità del reggente dopo la morte del re. Per quanto un cancelliere di Luigi XIV aveva messo in guardia, un re poteva fare solo principi del sangue attraverso la sua regina.

### Trattamento
Coloro che detennero questo rango furono di solito denominati con il loro titolo ducale principale, ma qualche volta furono utilizzati altri titoli, indicando uno stato più precisa rispetto al prince du sang.
I principi maggiori utilizzavano appellativi specifici come monsieur le prince o monsieur le duc, mentre i principi minori utilizzavano l'appellativo di monseigneur seguito dal loro titolo nobiliare, come ad esempio monseigneur le duc de Montpensier. L'appellativo di altezza serenissima (altesse sérénissime) era utilizzato solo per iscritto.

### Monsieur le Prince
Era la denominazione del Primo Principe del Sangue (francese: premier prince du sang), che normalmente apparteneva al più anziano (per primogenitura) membro di sesso maschile della dinastia reale che non è né un fils de France ("figlio di Francia", cioè del Re o il Delfino") né un petit-fils de France ("nipote di Francia", figlio di un fils de France). In pratica, non è stato sempre chiaro chi aveva diritto al rango, e spesso occorreva un atto specifico del re per procedere alla determinazione.
Il rango portava con sé vari privilegi, compreso il diritto a una casa pagata dalle entrate statali. Il rango era detenuto a vita. I Principi di Condé utilizzarono l'appellativo di Monsieur le Prince per oltre un secolo (1589–1709). Il diritto di utilizzare questo appellativo passò al Casato d'Orléans nel 1709; tuttavia, raramente lo utilizzarono.
Primi Principi del Sangue, 1465-1830
1. 1465–1498 : Luigi II, Duca d'Orléans (1462–1515);
2. 1498–1515 : Francesco, Conte d'Angoulême (1494–1547)
3. 1515–1525 : Carlo IV, Duca d'Alençon (1489–1525);
4. 1525–1527 : Carlo III, Duca di Borbone sarebbe stato il primo principe se non fosse stato bandito dalla posizione per tradimento (1490–1527);
5. 1527–1537 : Carlo IV di Borbone, Duca di Vendôme (1489–1537);
6. 1537–1562 : Antonio di Borbone, Duca di Vendôme, in seguito Re di Navarra (1518–1562).
7. 1562–1589 : Enrico III, Re di Navarra (1553–1610);
8. 1589–1646 : Enrico II di Borbone, Principe di Condé (1588–1646);
9. 1646–1686 : Luigi II di Borbone, Principe di Condé (1621–1686);
10. 1686–1709 : Enrico Giulio di Borbone, Principe di Condé (1643–1709).
11. 1709–1723 : Filippo Carlo d'Orléans, Duca d'Orléans (1674–1723), aveva diritto all'appellativo, ma non lo utilizzò;
12. 1723–1752 : Luigi d'Orléans, Duca d'Orléans (1703–1752);
13. 1752–1785 : Luigi Filippo d'Orléans, Duca d'Orléans (1725–1785);
14. 1785–1793 : Luigi Filippo Giuseppe d'Orléans, Duca d'Orléans (1747–1793);
15. 1814–1830 : Luigi Filippo d'Orléans, Duca d'Orléans (1773–1850), che in seguito regno come Luigi Filippo I, Re dei Francesi.

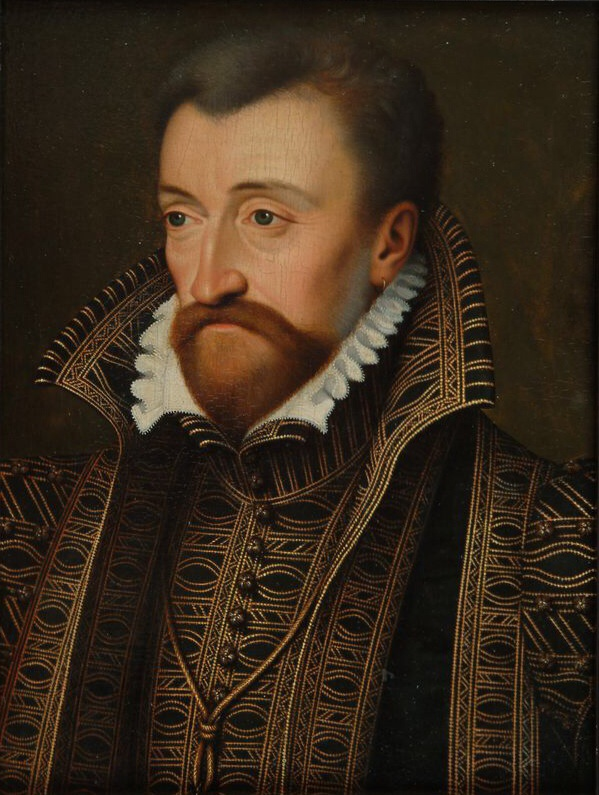
Antonio, Duca di Vendôme
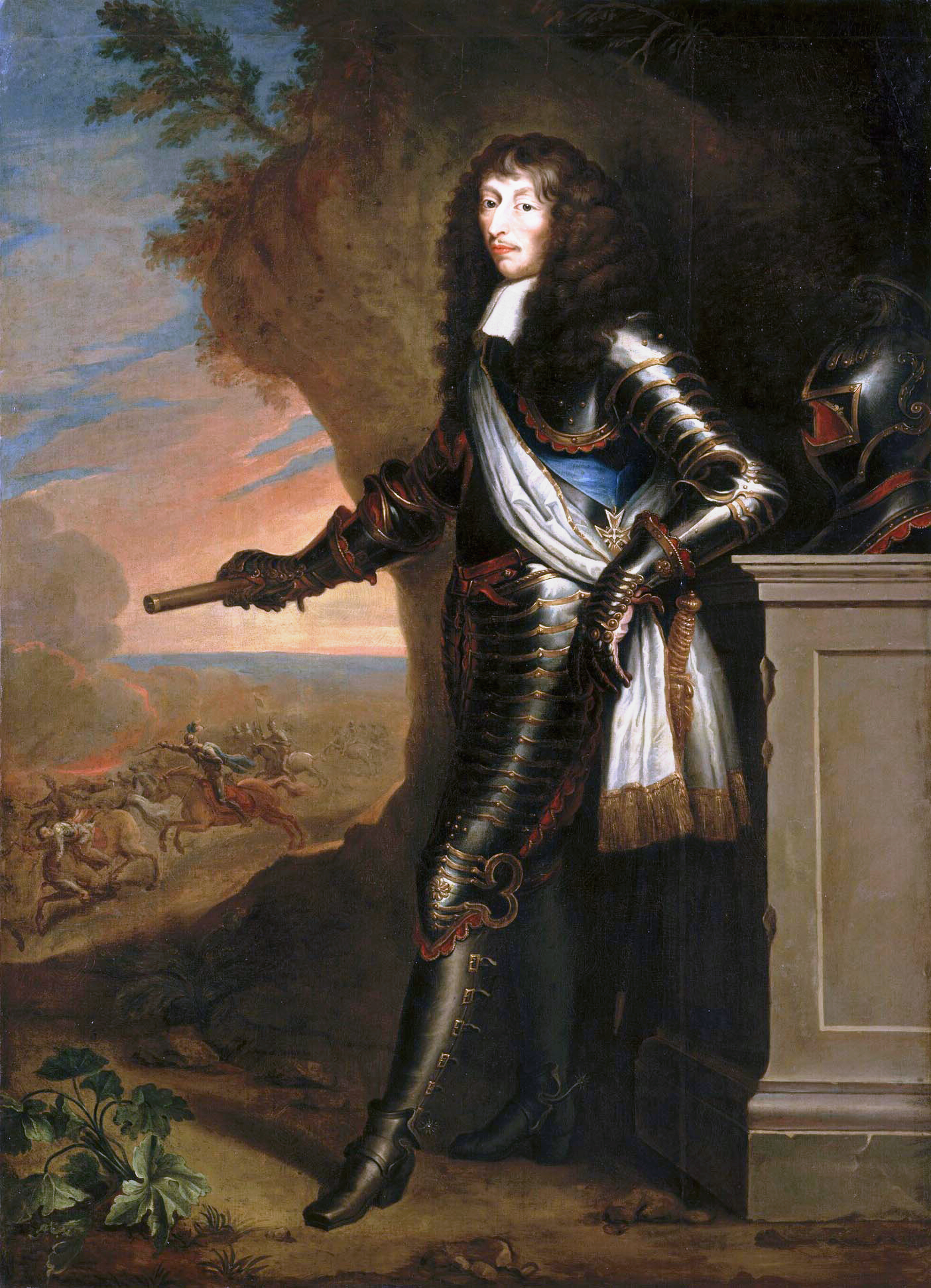
Luigi II, Principe di Condé ritratto da Joost van Egmont
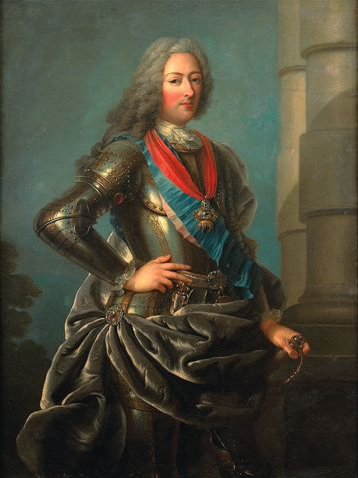
Luigi d'Orléans, Duca d'Orléans; il primo Principe Orléans ad utilizzare l'appellativo
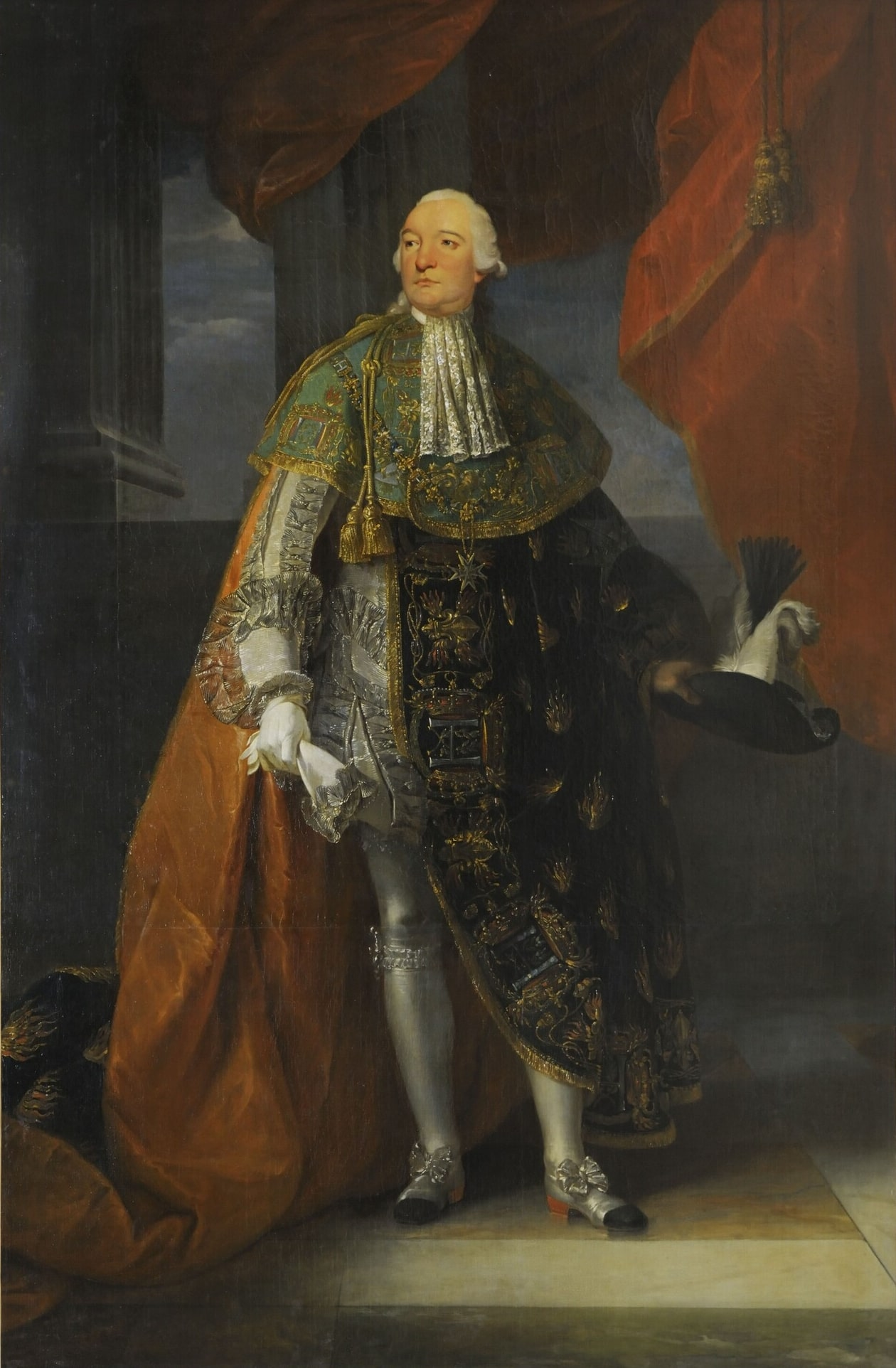
L'ultimo Monsieur le Prince, Philippe Égalité (marito di Luisa Maria Adelaide di Borbone, Madame la Princesse).

### Madame la Princesse
Era il titolo utilizzato dalla moglie di Monsieur le Prince. Le duchesse e principesse che furono autorizzate ad usare tale appellativo furono:
- 1646–1686 : Claire-Clémence de Maillé-Brézé (1628–1694). Nipote del Cardinale Richelieu e moglie del Grand Condé, fu anche Duchessa di Fronsac nel suo proprio diritto 1646–1674.
- 1684–1709 : Anna Enrichetta Giulia di Baviera (1648–1723). Era figlia di Anna Gonzaga e di suo marito Edoardo, Conte Palatino di Simmern figlio a sua volta del Re d'Inverno. Nel 1663 sposò Enrico Giulio, Duca di Borbone figlio ed erede del Gran Condé. Anna Enrichetta fu madre di Luigi III, Principe di Condé e Madame la Princesse de Conti Seconde Douairière
- 1709–1723 : Francesca Maria di Borbone (1677–1749) - figlia legittimata di Luigi XIV e Madame de Montespan, fu la moglie di Filippo II, Duca d'Orléans
- 1724–1726 : Margravia Augusta Maria Giovanna di Baden-Baden (1704–1726) - moglie di Luigi d'Orléans
- 1743–1759 : Luisa Enrichetta di Borbone – figlia di Madame la Princesse de Conti Dernière Douairière e moglie di Luigi Filippo, duca d'Orléans
- 1785–1793 : Luisa Maria Adelaide di Borbone (1753–1821); moglie di Luigi Filippo Giuseppe d'Orléans, Duca d'Orléans. Fu l'ultima detentrice del titolo, prima dello scoppio della rivoluzione francese.

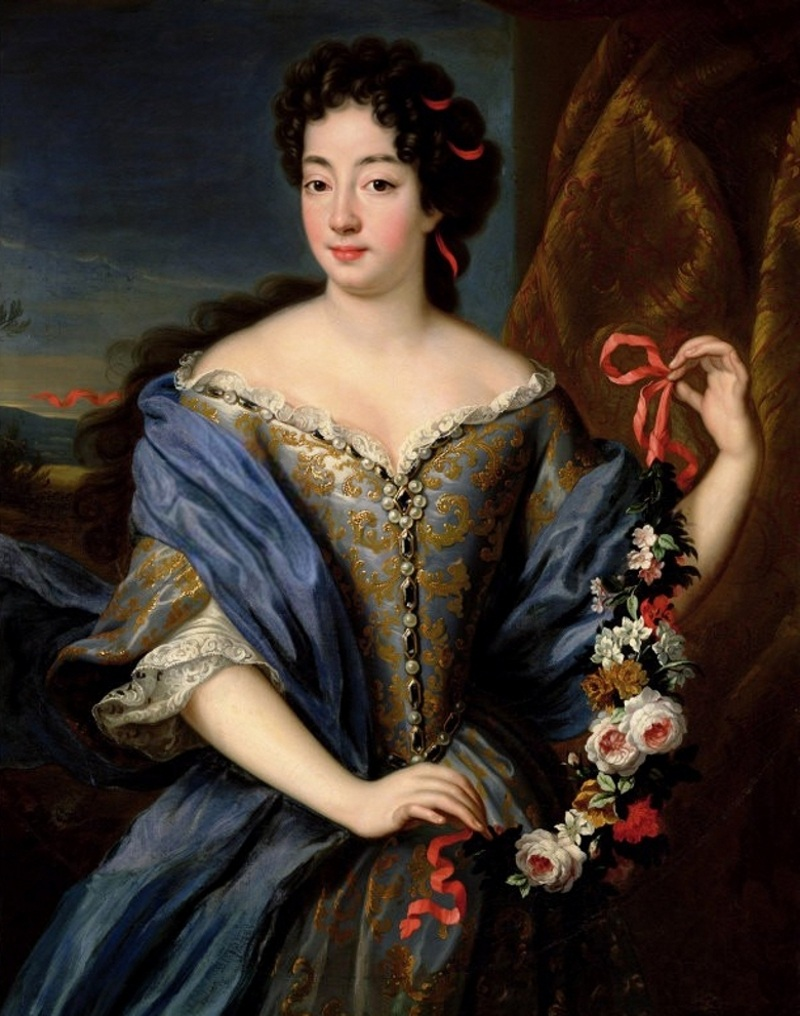
Anna Enrichetta di Baviera
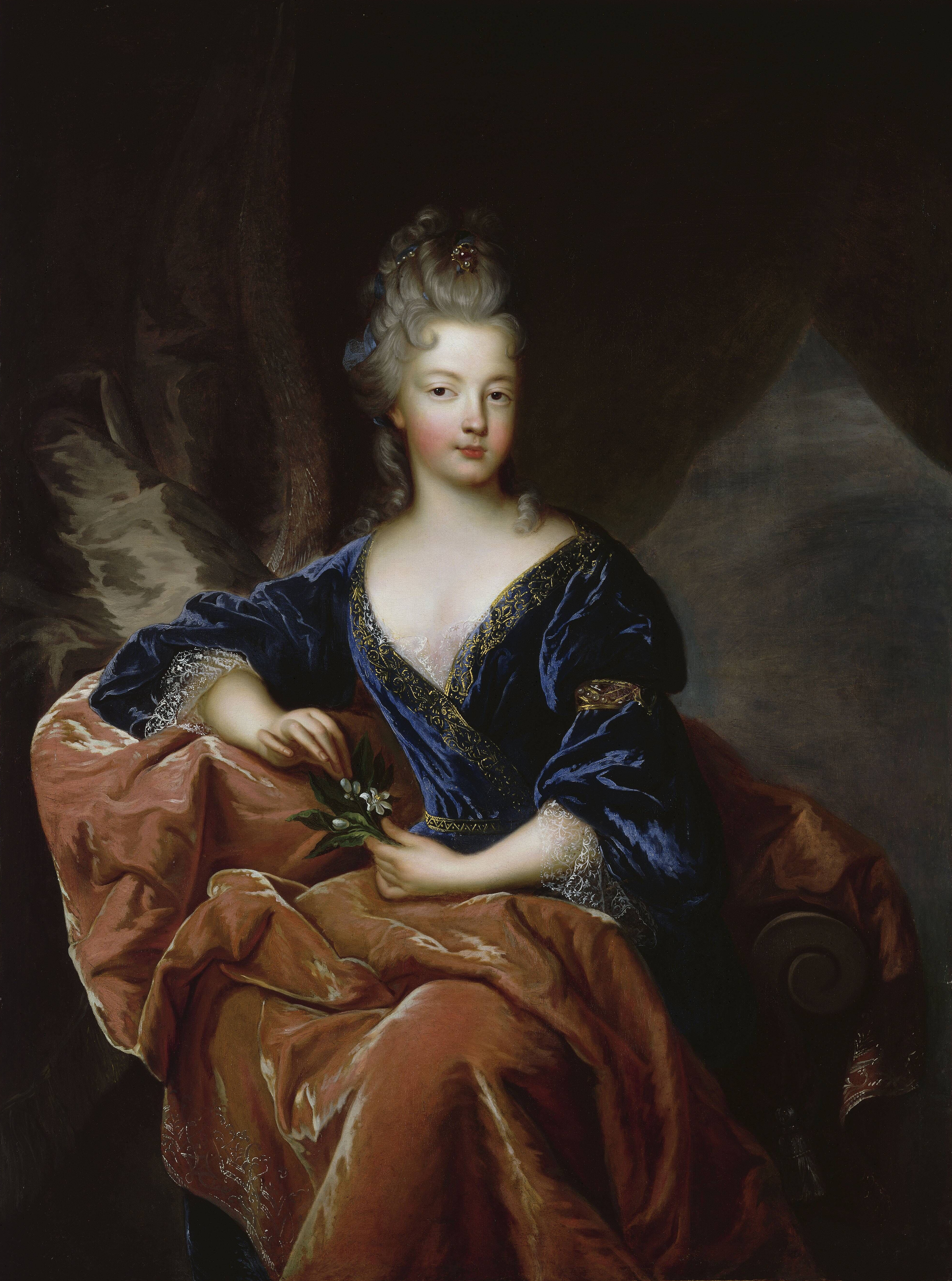
Francesca Maria di Borbone, non utilizzò il titolo come fece suo marito.
Luisa Enrichetta di Borbone, madre di Philippe Égalité
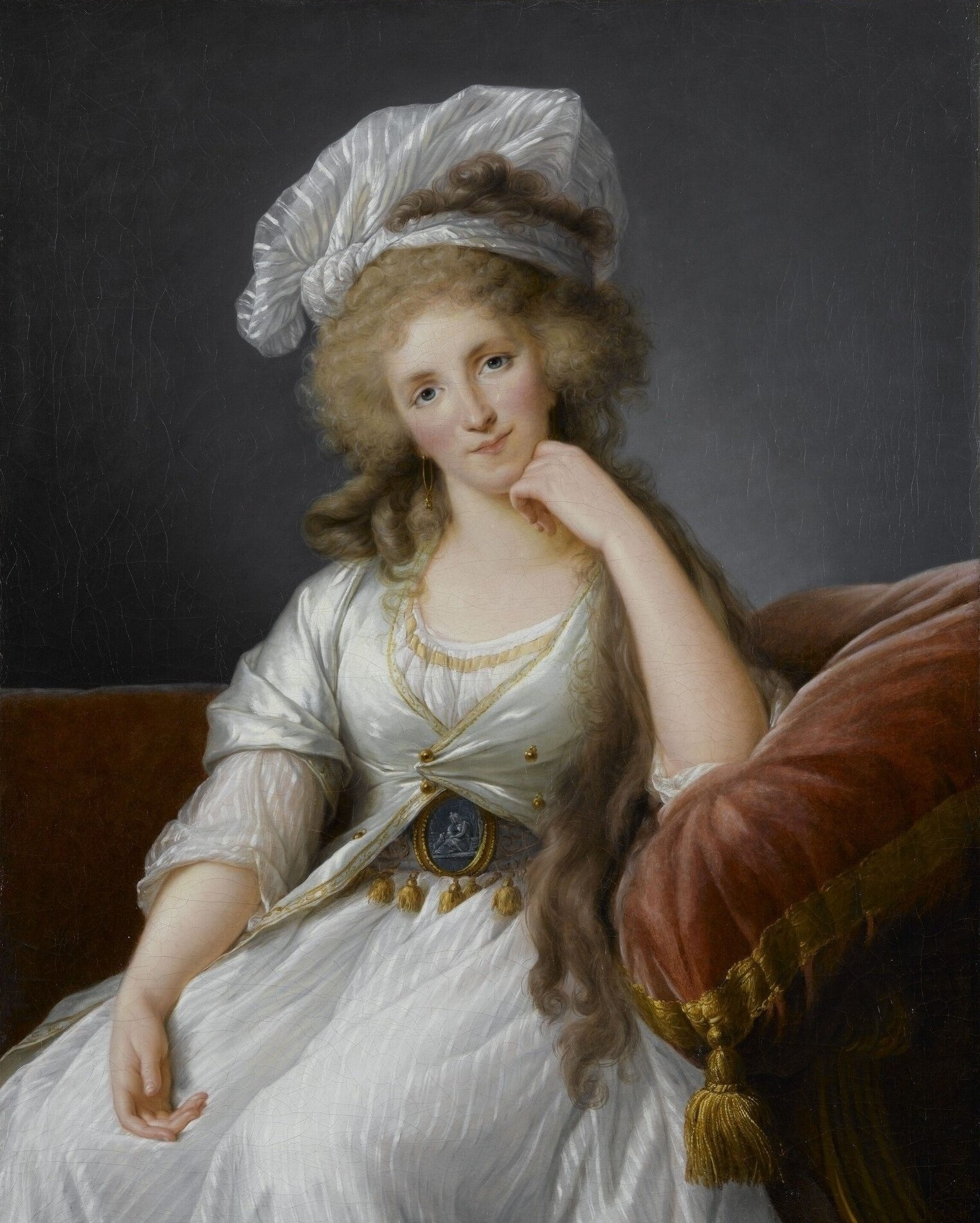
Madame la Princesse – moglie di Philippe Égalité.

### Monsieur le Duc
Il titolo di Monsieur le Duc era utilizzato dal figlio maggiore del Principe di Condé. Originariamente il primogenito aveva il titolo di duca d'Enghien, ma nel 1709, le cose cambiarono ed i Condé persero il rango di première prince, ed al figlio maggiore del principe di Condé fu dato il titolo di duca di Borbone. Il titolo di duca d'Enghien venne quindi riservato al primogenito del duca di Borbone, cioè al maggiore tra i nipoti in linea maschile del principe di Condé.
Di seguito si riporta l'elenco di coloro che furono titolati ad utilizzare l'appellativo di monsieur le duc:
- 1689-1709: Enrico I, duca d'Enghien (1643-1709);
- 1709-1710: Luigi I, duca d'Enghien (1668-1710);
- 1710-1740: Luigi II, duca d'Enghien (1692-1740);
- 1740-1818: Luigi III, duca d'Enghien (1736-1818);
- 1818-1830: Luigi IV, duca d'Enghien (1756-1830).

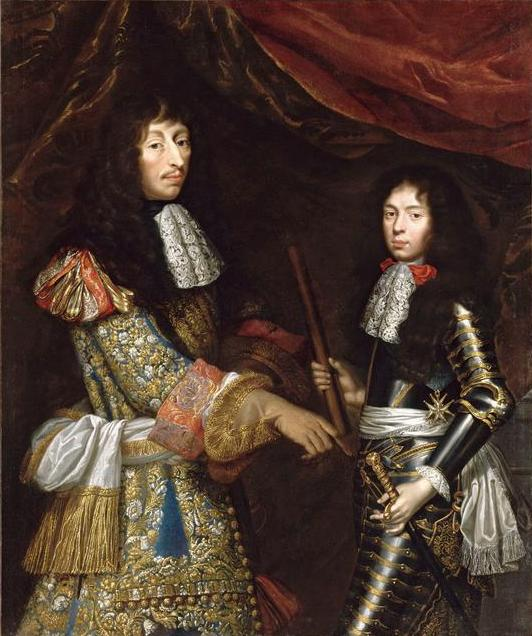
le Grand Condé con suo figlio Enrico I, duca d'Enghien
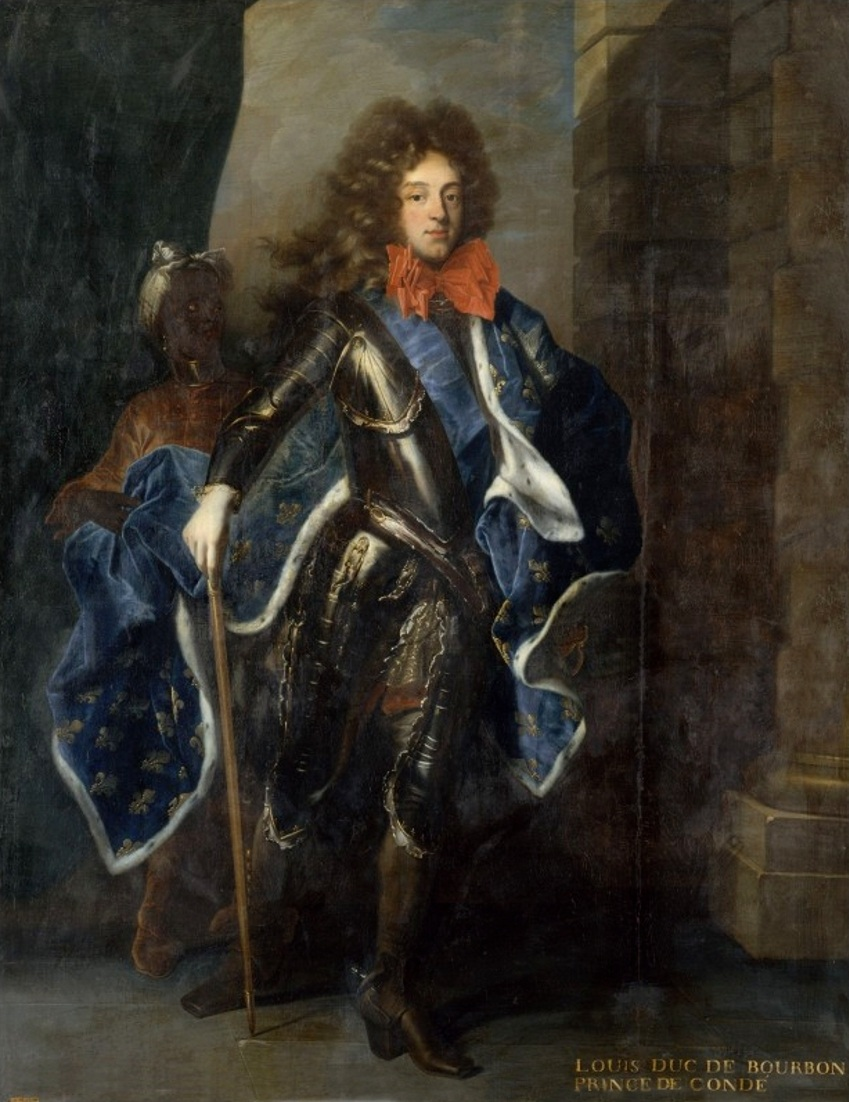
Monsieur le Duc
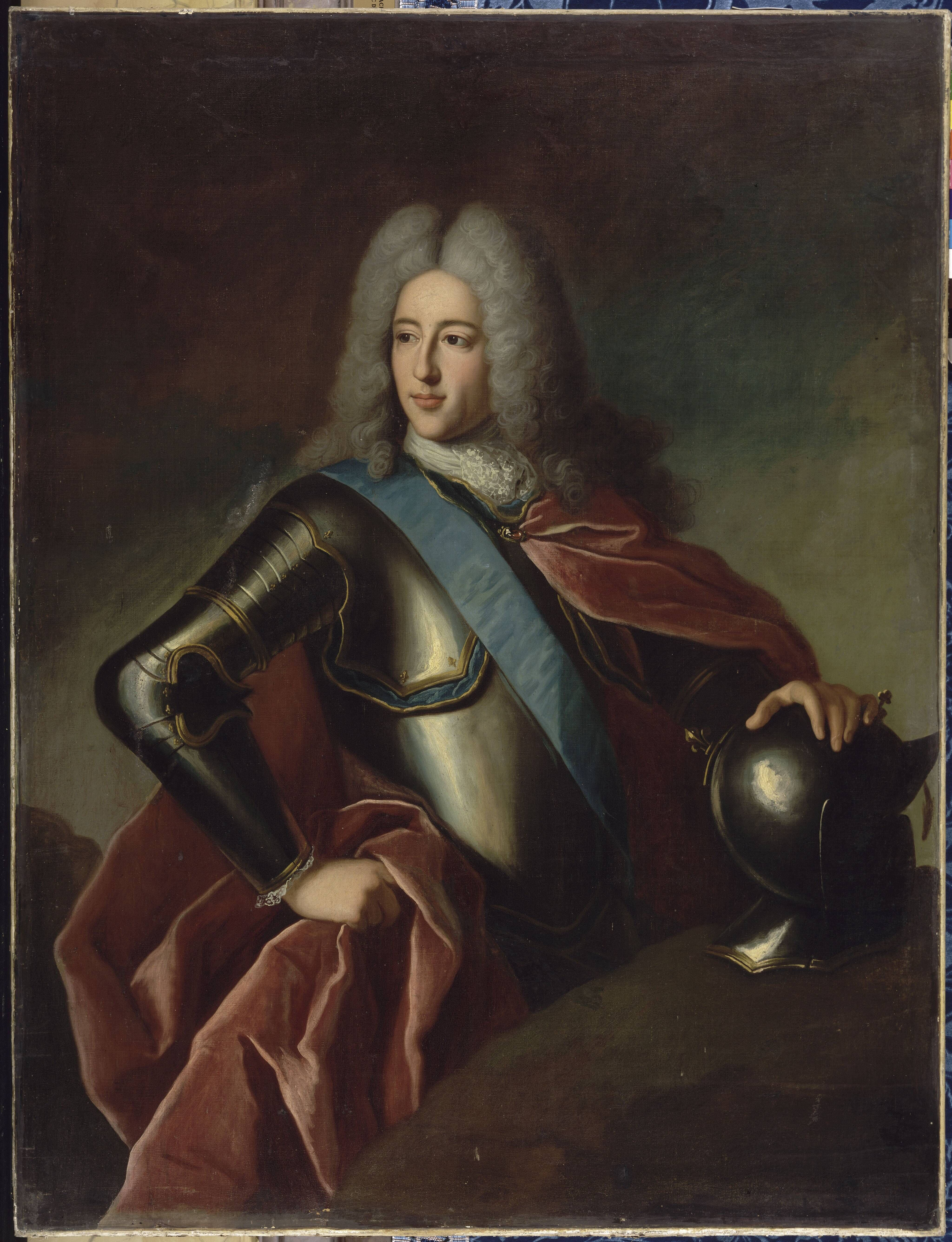
Monsieur le Duc in quanto figlio di Luigi III, Principe di Condé

### Madame la Duchesse
Questo appellativo era utilizzato dalla moglie di Monsieur le Duc. La più famosa detentrice di questo titolo onorifico fu:
- 1685–1709 : Luisa Francesca di Borbone (1673–1743) - figlia legittimata di Luigi XIV e dell'amante Madame de Montespan, fu data in moglie nel maggio 1685, a Luigi III, principe di Condé, allora noto con il titolo di cortesia di duc de Bourbon. Dal momento che il suo appellativo a corte era Monsieur le Duc, ella diventò nota come Madame la Duchesse. Ella mantenne il titolo persino durante la sua vedovanza quando fu la Principessa di Condé. Fu successivamente nota come Madame la Duchesse Douairière.

Altre includevano:
- 1713–1720 : Maria Anna di Borbone (1689–1720) - prima moglie di Luigi Enrico, Duca di Borbone;
- 1728–1741 : Langravia Carolina d'Assia-Rotenburg (1714–1741) seconda moglie del Duca di Borbone;
- 1753–1760 : Charlotte Élisabeth Godefride de Rohan (1737–1760) - moglie di Luigi Giuseppe, Principe di Condé
- 1770–1818 : Luisa Marie Teresa Batilde d'Orléans (1750–1820) - moglie dell'ultimo Principe di Condé.

Madame la Duchesse. Era la moglie di Monsieur le Duc
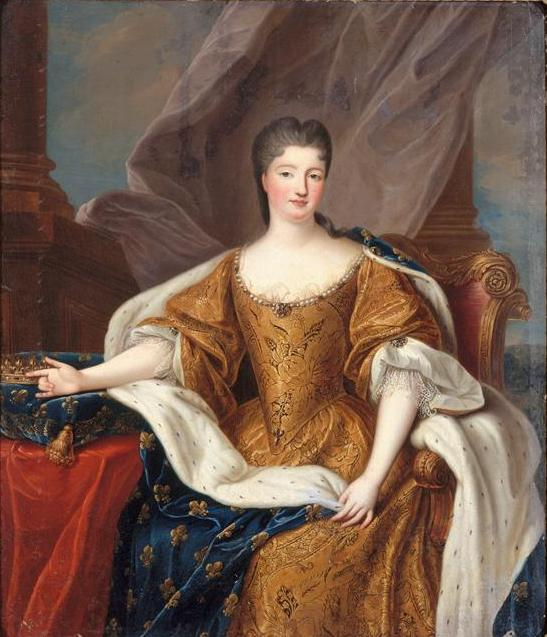
Maria Anna, Principessa di Condé; Madame la Duchesse a causa della perdita per i Condé di Madame la Princesse in favore degli Orléans
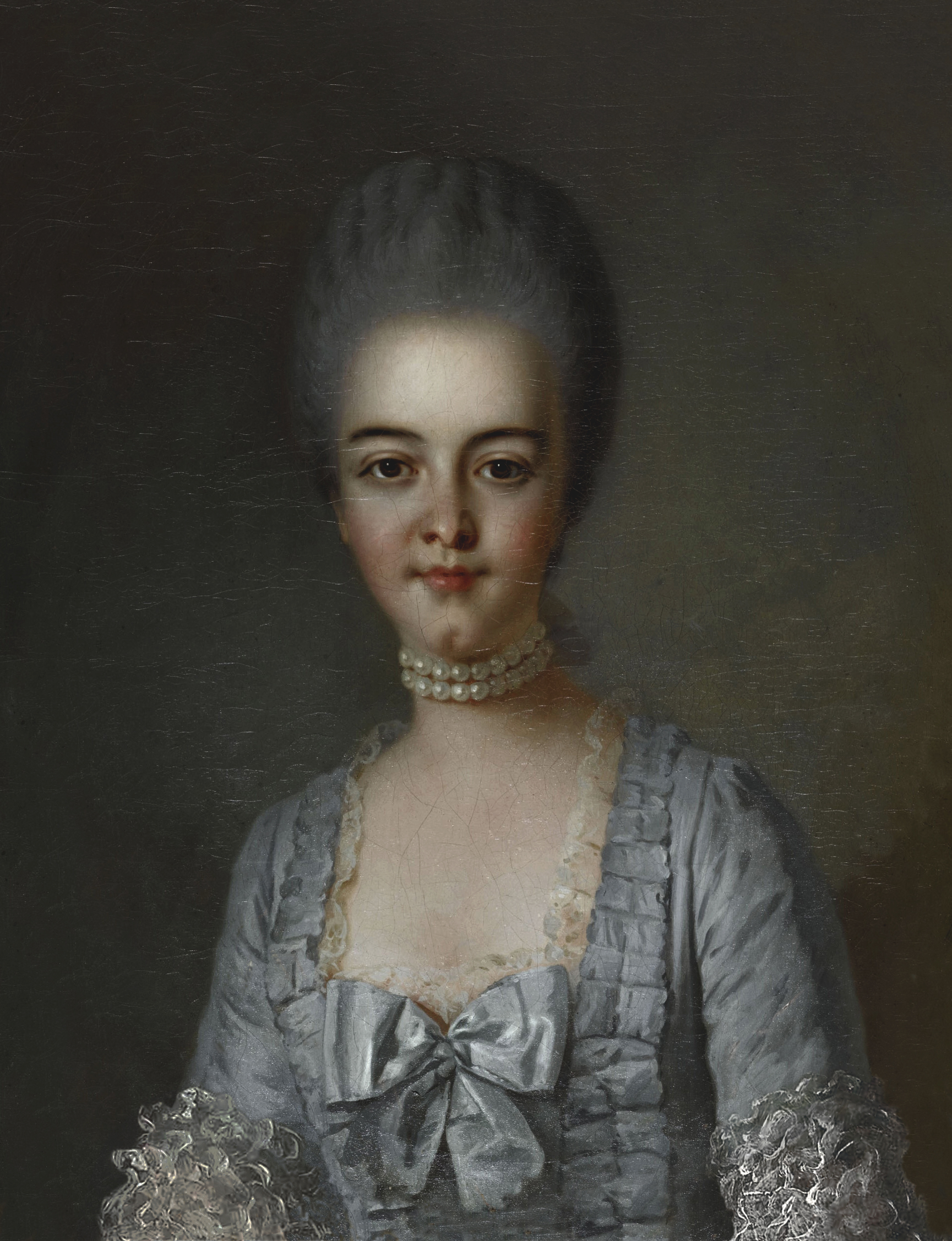
Bathilde d'Orléans

### Monsieur le Comte
Questo indirizzo era utilizzato dal capo del ramo più piccolo del Casato di Borbone, il comte de Soissons. I conti di Soissons, come i Principi di Conti, discendevano dai Principi di Condé. La linea comincia nel 1566 quando il titolo Soissons fu dato a Carlo di Borbone, il secondo figlio maschio di Luigi I, principe di Condé, il primo Principe di Condé.
Il primo Principe ebbe tre figli maschi:
- Enrico di Borbone, secondo Principe di Condé;
- Carlo di Borbone, primo Conte di Soissons e fondatore del Casato di Borbone-Soissons
- Francesco di Borbone, Principe di Conti, primo Principe di Conti ma il titolo di Conti decadde dopo la sua morte nel 1614 senza eredi legittimi. Fu in seguito ripreso nel 1629 per Armando di Borbone, principe di Conti, l secondo figlio maschio di Enrico II, Principe di Condé.

Il titolo Soissons fu acquisito dal primo principe di Condé nel 1557 e fu tenuto dai suoi discendenti per altri due generazioni:
- Carlo di Borbone, conte di Soissons
- Luigi di Borbone,conte di Soissons

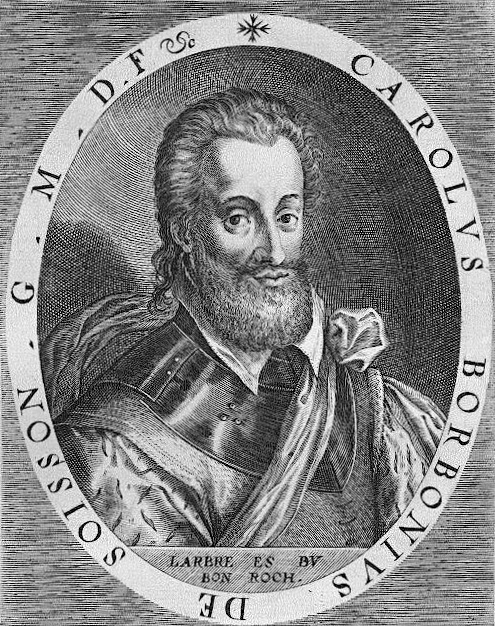
Carlo di Borbone, Conte di Soissons
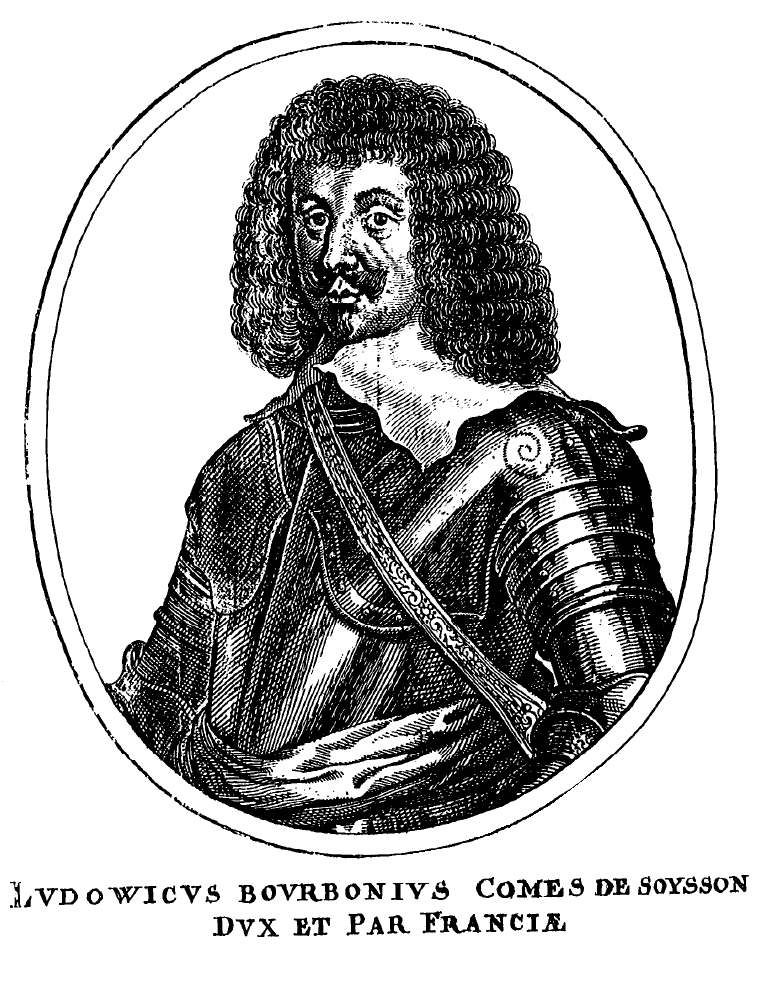
Luigi di Borbone,conte di Soissons
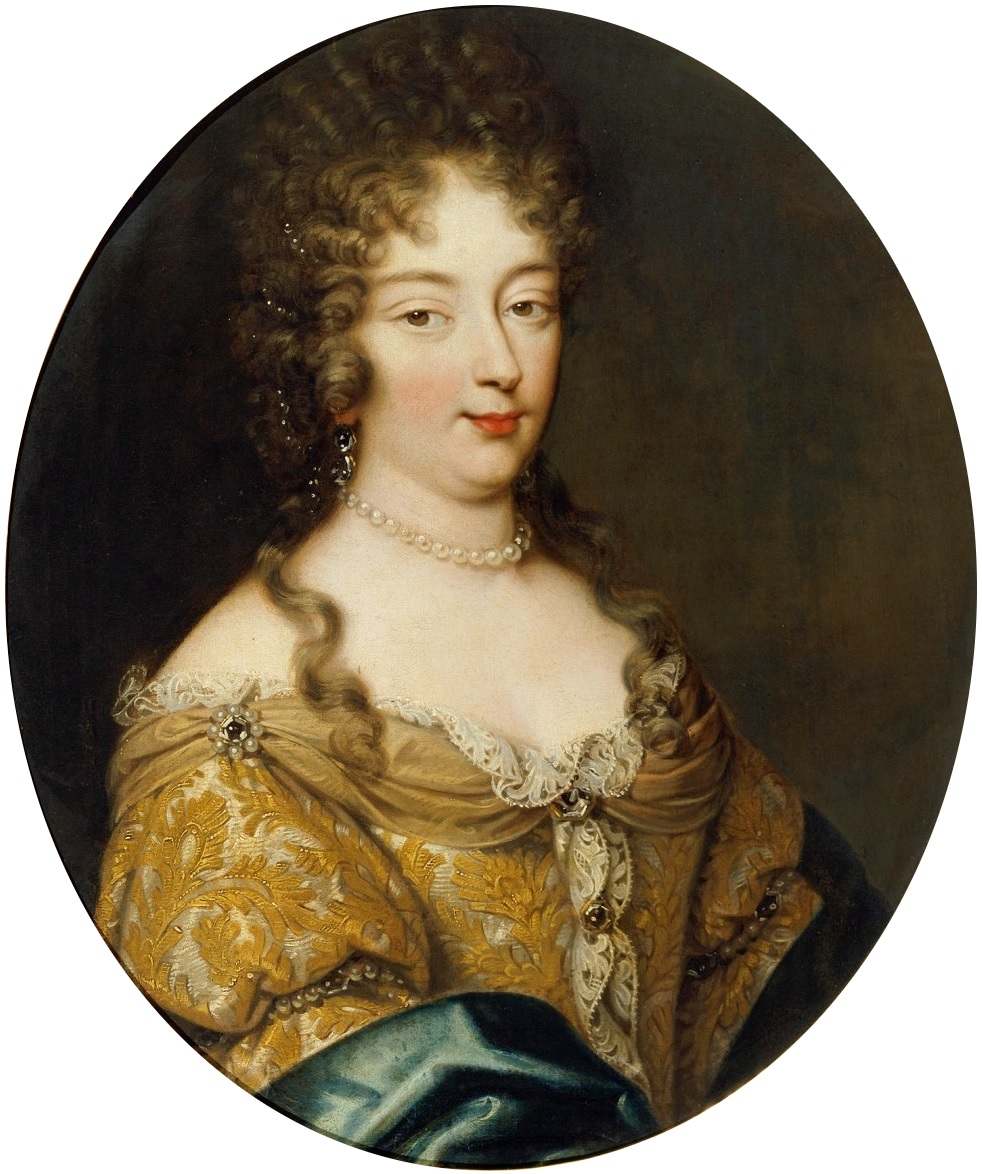
Olimpia Mancini, nota a corte come Madame la Comtesse

Il II Conte di Soissons morì senza eredi, così il titolo di Soissons passò alla sorella minore, Maria di Borbone, moglie di Tommaso Francesco, principe di Carignano, membro di Casa Savoia. Maria venne quindi conosciuta con il nome di Madame la comtesse de Soissons. Alla sua morte, il titolo passò in prima istanza al suo secondo figlio maschio, Giuseppe Emanuele (1631–1656), ae poi al terzo, Eugenio Maurizio.
Eugenio Maurizio sposò Olimpia Mancini, una nipote del cardinale Mazarino, e anch'essa venne conosciuta come Madame la Comtesse de Soissons al pari della suocera. Alla morte di Eugenio Maurizio il titolo passò al figlio maggiore Luigi Tommaso, fratello del famoso generale austriaco Eugenio di Savoia. Il titolo di Soissons si estinse definitivamente alla morte di Eugenio Giovanni Francesco di Savoia-Soissons nel 1734.

### Madame la Comtesse
Era il titolo della moglie di Monsieur le Comte; la più importante e rappresentativa di esse fu Olimpia Mancini.

### Madame la Princesse Douairière
Per distinguere tra le varie mogli dei principe di Conti dopo la morte di questi ultimi, le vedove ricevevano il nome di douairière o vedova ed un numero ordinale che corrispondeva al momento in cui avevano perso il marito. Dopo essere rimaste vedove il loro titolo completo sarebbe stato Madame la Princesse de Conti [numero ordinale] Douairière. Tra il 1727 ed il 1732, ci furono tre principesse vedove di Conti. Esse furono:
- Maria Anna di Borbone (1666–1739), figlia legittimata di Luigi XIV e Louise de La Vallière; fu la moglie di Luigi Armando I, Principe di Conti. Fu nota come Madame la Princesse de Conti Première Douairière in quanto fu la prima a rimanere vedova, nel 1685. Il titolo di principe di Conti passò al fratello minore di suo marito, Francesco Luigi.
- Maria Teresa di Borbone (1666–1732), moglie di Francesco Luigi, Principe di Conti; nota come ''Madame la Princesse de Conti Seconde Douairière dopo aver perso il marito nel 1709.
- Luisa Elisabetta di Borbone (1693–1775), moglie di Luigi Armando II, principe di Conti, figlio e successore di Francesco Luigi. Luisa Elisabetta era la figlia di monsieur le duc e madame la duchesse. Dopo la morte del marito nel 1727, venne conosciuta come madame la princesse de Conti troisième/dernière douairière. Ciò non era un appellativo tradizionale di diritto, ma era semplicemente un mezzo per la corte utilizzato per distinguere tra le tre vedove che detenevano il titolo di Princesse de Conti allo stesso tempo.

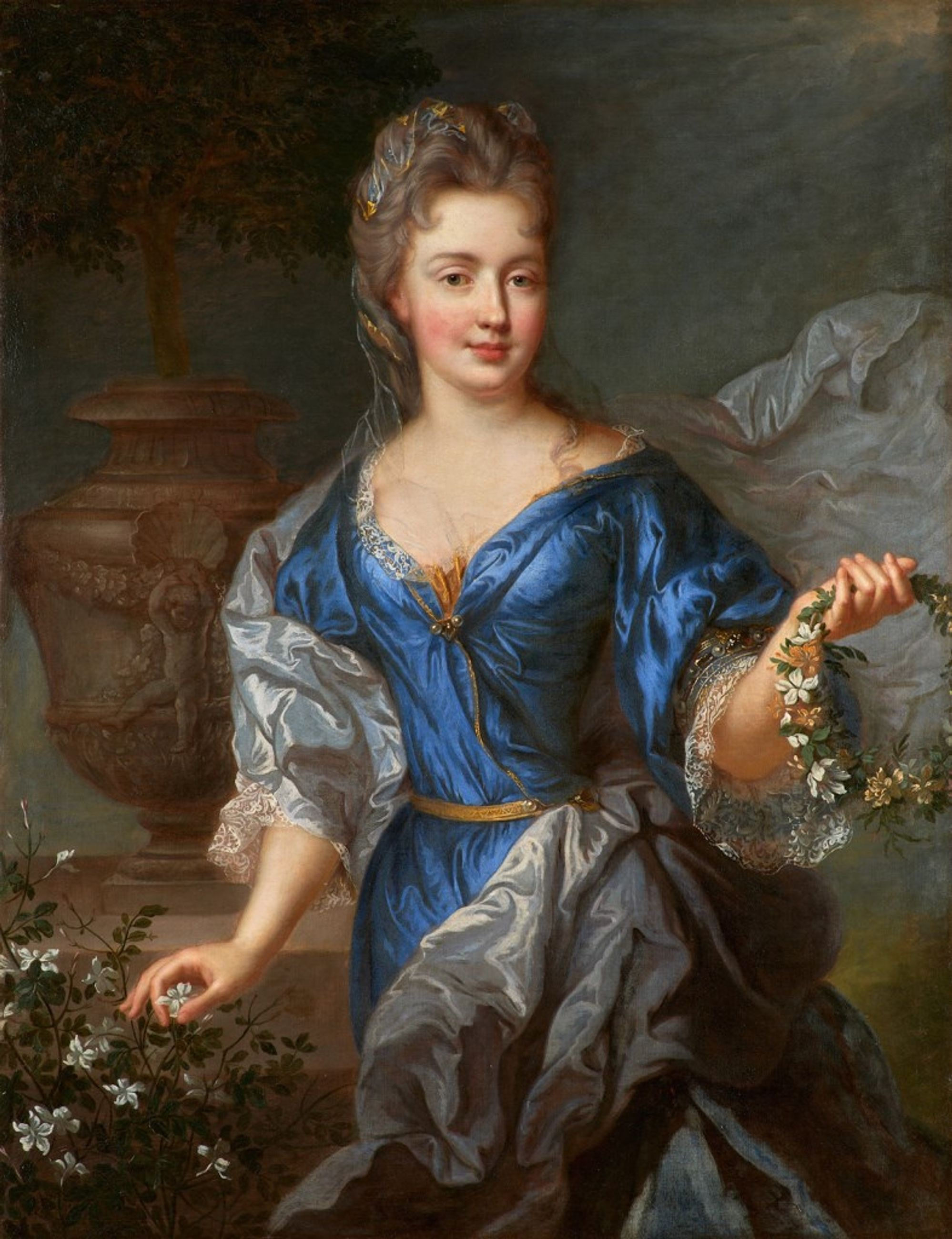
Madame la Princesse de Conti Première Douairière
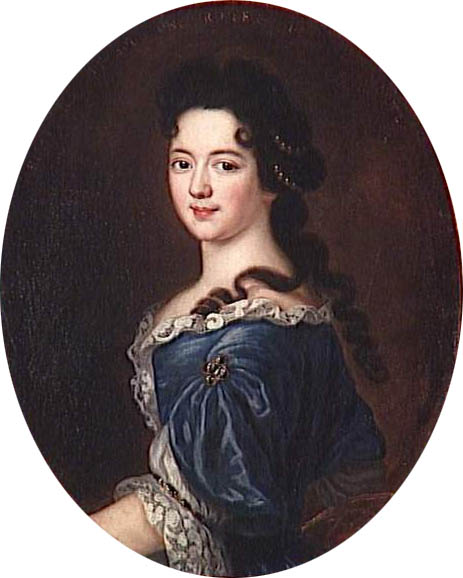
Madame la Princesse de Conti Seconde Douairière
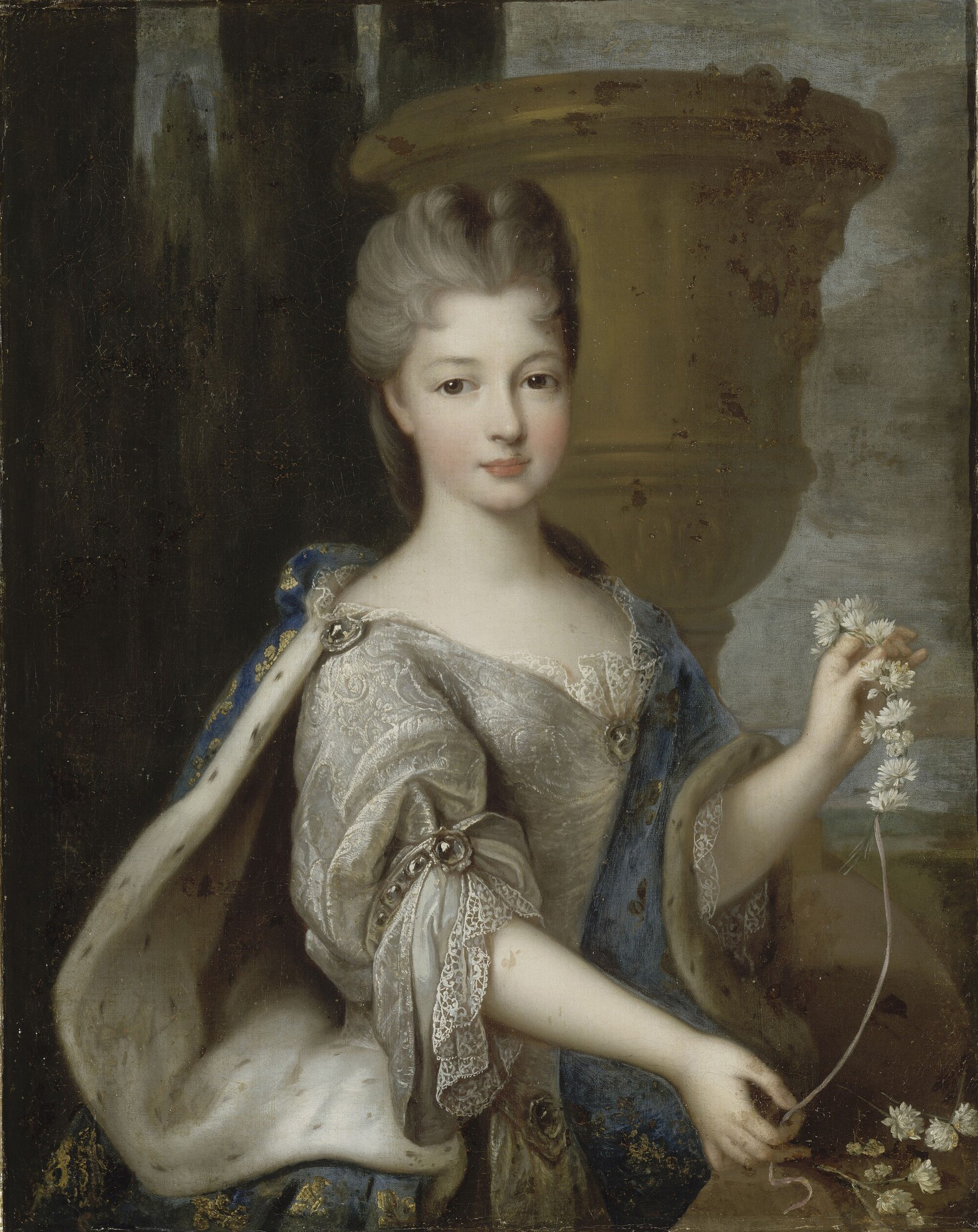
Madame la Princesse de Conti Dernière Douairière

### Discendenza reale legittimata
I figli legittimati del re di Francia, e di altri membri maschi della sua dinastia, presero il cognome del ramo della Casata Capetingia al quale apparteneva il padre, così Luigi Augusto di Borbone, duca del Maine, era il figlio maggiore di Luigi XIV e dell'amante Françoise-Athénaïs di Montespan. Una volta legittimati i bambini ricevevano un titolo. I maschi ottenevano un titolo derivante dalle terre e tenute del padre mentre le femmine venivano nominate mademoiselle de X. Ne furono esempio (figli di Luigi XIV avuti da Madame de Montespan):
- Luisa Francesca di Borbone (1669–1672); Le sorelle Mademoiselle de Blois e Mademoiselle de Nantes, due figlie femmine legittimate di Luigi XIV e Madame de Montespan.

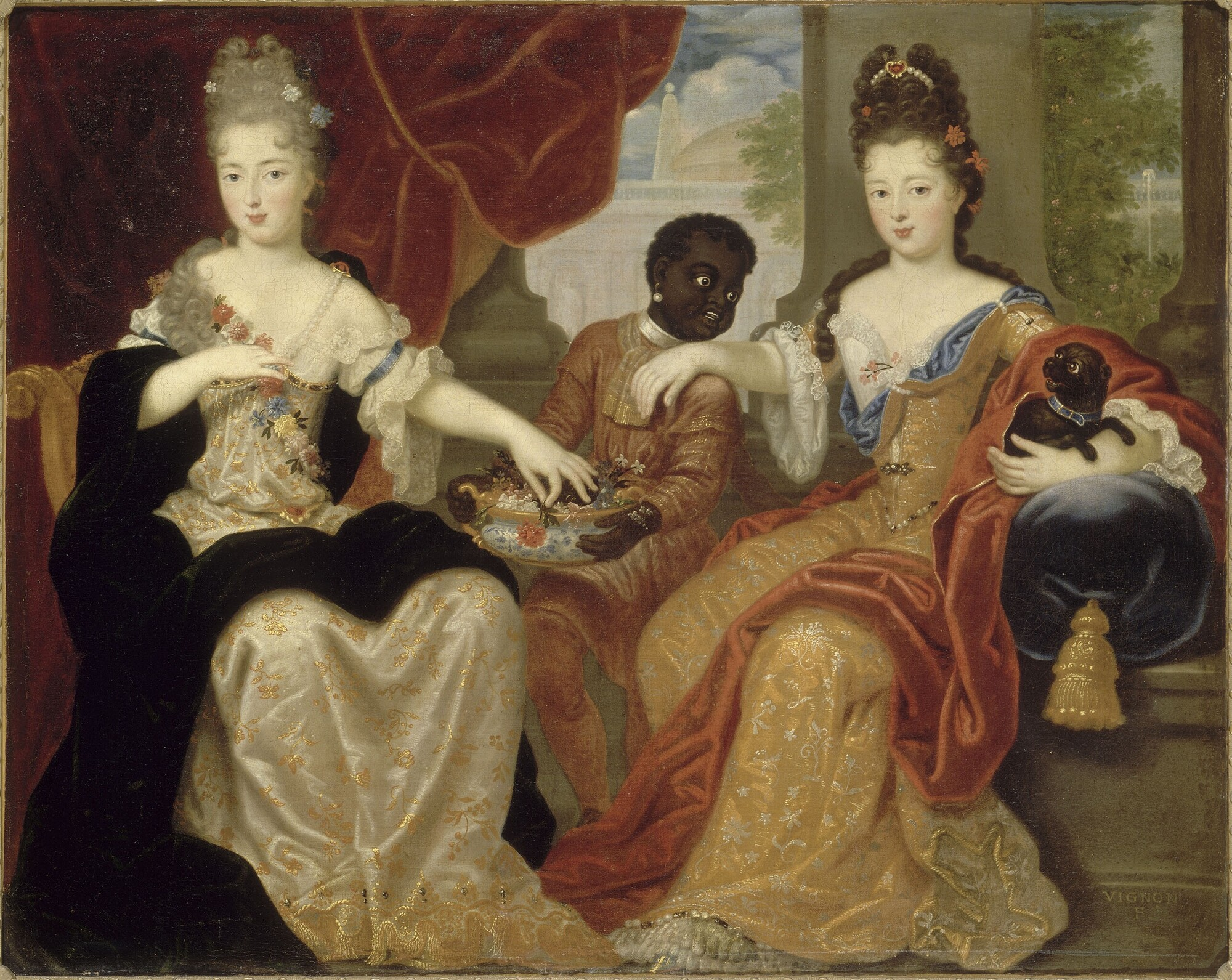
Le sorelle Mademoiselle de Blois e Mademoiselle de Nantes, due figlie femmine legittimate di Luigi XIV e Madame de Montespan.

- Luigi Augusto di Borbone (1670–1736), nominato duc du Maine – sposò in seguito Anna Luisa Benedetta di Borbone-Condé.
- Luigi Cesare di Borbone (1672–1683), nominato comte de Vexin;
- Luisa Francesca di Borbone (1673–1743), nominata mademoiselle de Nantes – diventò in seguito la moglie di Luigi III di Borbone, prince de Condé
- Luisa Maria Anna di Borbone (1674–1681), nominata mademoiselle de Tours;
- Francesca Maria di Borbone (1677–1749), nominata mademoiselle de Blois – moglie di Filippo II d'Orléans, duc d'Orléans.
- Luigi Alessandro di Borbone (1678–1737), nominato comte de Toulouse – sposò Marie Victoire de Noailles.

I figli legittimati del re erano indicati anche come Légitimé de Bourbon; come nel caso di Maria Anna légitimée de Bourbon, mademoiselle de Blois figlia di Luigi XIV e Louise de La Vallière. Suo fratello fu Luigi di Borbone, cui venne dato il titolo di comte de Vermandois.

### Orléans-Longueville
Il ramo dei duchi di Longueville, estintosi nel 1672, portava il cognome d'Orléans, in quanto discendenti legittimati di Jean, Bastardo d'Orléans, il figlio naturale di un principe Valois, famiglia che deteneva l'appannaggio di Orléans prima dei Borbone.
I figli naturali non legittimati di un dinasta prendevano qualunque cognome avesse permesso loro il re, che poteva essere o meno quello della dinastia cui appartenevano per nascita.
I figli di un re o principe francese nati al di fuori del vincolo del matrimonio non vennero però mai riconosciuti come Fils de France; in ogni caso, se legittimati, il re poteva innalzarli ad un rango immediatamente inferiore o anche equivalente a quello di principe del sangue.